# František Ruth (dramatik)
František Ruth (1. srpna 1852 Kosova Hora – 27. srpna 1903 Praha) byl český spisovatel–dramatik, povoláním podnikatel ve stavebnictví.

## Život
Narodil se v rodině nájemce velkostatku Ignáce Rutha a jeho manželky Antonie, rozené Blahnové (1825–1881). V Praze vystudoval gymnázium a nejprve pracoval v pojišťovně v Praze a ve Vídni. Po smrti tchána Karla Kováře (+1884) se stal spoluvlastníkem jeho dlaždičského závodu a zbohatl. V 90. letech to byla firma Ruth a Kafka. V roce 1885 se stal členem Družstva Národního divadla, jehož byl i místopředsedou.

### Společenské aktivity
Jako člen Družstva Národního divadla zastával názor, že je v Praze potřebné vybudovat ještě druhé české divadlo. Po roce 1900 již se správou Národního divadla nespolupracoval. Od roku 1889 byl členem Spolku českých spisovatelů a beletristů Máj a od roku 1890 členem Svatoboru. Byl mecenášem Ústřední matice školské a budoucí galerie českého výtvarného umění.. Podílel se také na financování Národopisné výstavy českoslovanské na Výstavišti v Praze v roce 1895.
Zemřel roku 1903 a byl pohřben na Olšanských hřbitovech.

### Rodinný život
Dne 8. října 1872 se v Praze oženil s Hedvikou Kovářovou (1853–1898), jejíž otec Karel Kovář (1810–1884) byl majitelem dlaždičského závodu v Praze.
Měli dceru Hedviku (1873-??), která se 4. října 1892 provdala za Bohuslava (Václava) Beneše (1863-1940), hoteliéra a pozdějšího československého konzula, autora fejetonů, humoresek a jednoho operního libreta.

## Dílo
Hry Františka Rutha byly zpočátku psány podle francouzských vzorů, Od 90. let 19. století hledal náměty v českém prostředí. Uvádělo je pražské Národní divadlo v 80. a 90. letech 19. století..

### Noviny a časopisy
Divadelními referáty přispíval do časopisu Hlas národa, jeho příspěvky se objevily i v Lumíru a Národních listech.

### Divadelní hry (vydání tiskem)
- Démantový prsten (veselohra o třech jednáních; V Praze, V kommissi knihkupectví Dra. Ed. Grégra & Ed. Valečky: F. Ruth, 1885)
- Hrabě Razumovskij (V Praze, V kommissi knihkupectví Dra. Ed. Grégra & Ed. Valečky: F. Ruth, 1885)
- Olymp (komedie o třech jednáních; V Praze, V kommissi knihkupectví Dra. Ed. Grégra & Ed. Valečky: F. Ruth, 1885)
- Sestřenka (žert o třech jednáních; V Praze, Eduard Valečka: Knihkupectví Dr. Ed. Grégra & Ed. Valečky, 1885)
- Zpověď (drama o třech jednáních; V Praze, Eduard Valečka: Knihkupectví Dr. Ed. Grégra & Ed. Valečky, 1885)
- Ztracený život (drama o třech jednáních; V Praze, Eduard Valečka: Knihkupectví Dr. Ed. Grégra & Ed. Valečky, 1885)
- Utopený manžel (Fraška o čtyřech dějstvích; Praha, J.R. Vilímek, kolem r. 1895)
- Bouře v zátiší (drama o třech jednáních; V Praze, Jos. R. Vilímek, 1896)
- Ideál (drama o čtyřech dějstvích; V Praze. Jos. R. Vilímek, 1896)
- Písmákova dcera (obraz ze života o třech dějstvích; V Praze, Jos. R. Vilímek, 1898)
- Důl sv. Vavřince (veselohra o třech jednáních; V Karlíně, M. Knapp, 1901)
- První klient (fraška o 3 jednáních; Praha, M. Knapp, 1901)
- Jindřich Urban (drama z pražského života o 4 dějstvích; Praha, J.R. Vilímek, 1902)
- Písmákova dcera (obraz ze života o třech dějstvích; V Praze, Nakladatelské družstvo Máje, 1920 a 1925)